# 松鶴駅 (忠清北道)
松鶴駅（ソンハクえき）は大韓民国忠清北道堤川市にかつて存在した、韓国鉄道公社太白線の駅である。

## 歴史
- 1949年11月15日：営業開始。
- 2008年12月1日：旅客営業中止。
- 2013年11月14日：堤川駅 - 双龍駅間14.2kmの移設複線化工事完成に伴い廃止[1]。

## 隣の駅
韓国鉄道公社
太白線
長楽駅 - 松鶴駅 - 立石里駅